# Aphis manitobensis
Aphis manitobensis är en insektsart. Aphis manitobensis ingår i släktet Aphis och familjen långrörsbladlöss. Inga underarter finns listade i Catalogue of Life.